# Osvaldo Moles
Osvaldo Moles, né à Santos (Brésil) le 14 mars 1913 et mort à São Paulo le 14 mai 1967, est un journaliste et animateur de radio brésilien,.

## Biographie
Né à Santos en 1913, Moles déménage avec ses parents à São Paulo. Issu d'immigrants italiens, il entre très tôt en relation avec la famille de sa femme, Anita Ramos,. 
Il rencontre les modernistes et commence sa carrière de journaliste au Diário Nacional. Influencé par les voyages ethnographiques de Mário de Andrade, il parcourt le nord-est et vit à Salvador Bahia. De retour à São Paulo, il écrit pour le Correio Paulistano (pt).
En 1937, il participe à la fondation de PRG-2 Rádio Tupi à São Paulo et en 1941, à l'invitation d'Otávio Gabus Mendes (en), il commence à travailler chez PRB-9 Rádio Record, où il rencontre Adoniran Barbosa. Dans les années 1940, la presse de São Paulo lui donne le surnom de « créateur millionnaire d'émissions » (o milionário criador de programas) et de « créateur millionnaire de genres » (o milionário criador de tipos) à Barbosa.
Il se suicide mais la presse passe ce fait sous silence. Plusieurs rumeurs disent qu'il était endetté et avait des problèmes d'alcoolisme, ce qui est inexact. Le silence de la presse contribue à ce que son travail soit ostracisé jusqu'à aujourd'hui.

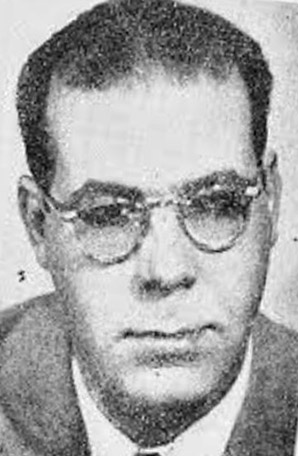
Osvaldo Moles en 1950.

## Prix et récompenses
- 1950 - Troféu Roquette Pinto - Programador / Roquette Pinto - Redator Humorístico
- 1952 - Prêmio Saci de Cinema - Melhor Argumento / Roquette Pinto - Programador Popular
- 1953 - Prêmio Governador do Estado - por Roteiro de "Simão, o caolho"
- 1955 - Troféu Roquette Pinto - Programador Geral / Os melhores paulistas de 55 - Manchete RJ, catégorie Radio.
- 1956 - Troféu Roquette Pinto - Programador Geral
- 1957 - Prog. Alegria dos Bairros de J. Rosemberg - 04/08/1957 - Produtor Rádio Record / PRF3-TV Os Melhores da Semana, hommage des vendeurs Walita
- 1958 - "Tupiniquim" - Produtor / Dr. Paulo Machado de Carvalho - Associação Paulista de Propaganda - Meilleure émission.
- 1959 Revista RM Prêmio Octávio Gabus Mendes – Produtor (Rádio) / Grau de Comendador da Honorífica Ordem Acadêmica de São Francisco / "Tupiniquim" - Prod. Rádio / Roquette Pinto - Prog. Hum. Rádio / Diploma de Burro Faculdade São Francisco
- 1960 - Troféu Roquette Pinto - Especial
- 1964 - Jubileu de Prata (Associacion des profissionales de presse de São Paulo, pour son 25e anniversaire)